# Celes Ernesto Cárcamo
Celes Ernesto Cárcamo (La Plata, 11 de agosto de 1903 - Buenos Aires, 7 de abril de 1990) fue un médico psiquiatra y homeópata argentino interesado por el psicoanálisis, siendo uno de los precursores del mismo en su país. Participó activamente en la fundación de la Asociación Psicoanalítica Argentina y se convirtió en el segundo presidente que tuvo dicha asociación. Recibió un Premio Konex de Platino y un diploma al mérito por su labor en el campo del psicoanálisis.

## Biografía
Nació en la ciudad de La Plata el 11 de agosto de 1903. Formó parte de la octava generación de su familia dedicada al estudio de la medicina, comenzando sus estudios en la Facultad de Medicina de la Universidad de Buenos Aires (UBA) y recibiendo su título de Doctor en el año 1930.
Una vez culminada su carrera universitaria, viaja a Europa para continuar sus estudios en la Sociedad Psicoanalítica de París (SPP), recibiéndose de psicoanalista en 1933.
Con el apoyo del Ministerio de Relaciones Exteriores argentino, viaja nuevamente al Viejo Continente y en Alemania y Francia se dedica al estudio de la psicoterapia y la "reeducación psíquica", culminando los mismos en 1936 y siendo entonces elegido miembro de la Sociedad Psicoanalítica de París, después de presentar un estudio clínico y un trabajo de psicoanálisis aplicado que trataba sobre la serpiente emplumada de la religión maya y azteca.
En París conoce a Ángel Garma, con quien fundaría la Asociación Psicoanalítica Argentina (APA). El 15 de diciembre de 1942 firmó el acta de constitución de dicha institución junto a Ángel Garma, Arnaldo Rascovsky, Enrique Pichon-Rivière, Marie Glas de Langer y Guillermo Ferrari Hardoy.
En 1939 se instala en Buenos Aires y comienza a trabajar en el Hospital Durán y a dar conferencias sobre psicoanálisis en la Sociedad de Homeopatía.
Por esa misma época vuelve a estudiar en la Universidad de Buenos Aires, en donde obtiene esta vez el título de médico psiquiatra en 1946 y en 1949, tras haber estudiado en la Asociación Médica Homeopática Argentina, se recibe de homeópata.
Además, fue miembro de honor de la Asociación Psicoanalítica Argentina y el segundo presidente que ésta tuvo, formando parte activamente de la misma hasta la crisis argentina del '70, década en la que se alejó, aunque sin renunciar a ella.
En 1986 recibió el Premio Konex de Platino y un diploma al mérito en reconocimiento por su labor en psicoanálisis.
Fallece en la ciudad de Buenos Aires el 7 de abril de 1990, a la edad de 86 años.